# Širokovská vodní elektrárna
Širokovská vodní elektrárna ( rusky Широковская ГЭС  ) je vodní dílo na řece Kosva v povodí Kamy v Rusku. Je jednou ze tří vodních elektráren v Permském kraji.

## Historie výstavby
Po rychlém postupu německých vojsk na začátku Velké vlastenecké války bylo velké množství průmyslových zařízení převezeno do oblastí středního a jižního Uralu. Spolu s vybudováním nových provozů prudce vzrostla poptávka po elektrické energii.
Do oblasti byly převezeny i turbíny a generátory elektráren, ke kterým se přiblížila fronta (Lesogorská, Kondopožská a Volchovská elektrárna). Zařízení ostatních elektráren bylo buď zničeno ustupujícími (Dněproges) nebo útočícími vojsky (Dolnosvirská elektrárna). Elektrárny na horní Volze (Ugličská, Ivaňkovská, Rybinská) dodávaly pod leteckými útoky energii hlavnímu městu, připravené buď k transportu na Ural, nebo ke zničení. Za této situace vydal dne 5. listopadu 1942 Státní obranný výbor vyhlášku č. 2484 O výstavbě tří středních a patnácti malých vodních elektráren první etapy na Uralských řekách. Předpokládaný výkon kaskády první etapy byl 100 MW, od celé uralské soustavy se očekávalo více než 350 MW.
Moskevský Hydroinstitut byl začleněn do NKVD, do jejíž přímé kompetence výstavba připadla. K zajištění pracovní síly byly použiti kromě vězňů i Povolžští Němci, kterým nebylo umožněno z důvodů předpokládané nespolehlivosti bojovat v Rudé armádě. Ze stejných důvodů k nim od roku 1944 přibyli i Kalmykové. Podmínky v pracovních táborech patřily mezi nejhorší v celé stalinské éře a pracovní zátěží, ubytováním i zásobováním potravinami odpovídaly válečnému stavu.
Jako termín dokončení výstavby celé kaskády byl určen nereálný termín konec roku 1943. V průběhu výstavby byl nejen oddalován termín dostavby, ale byl neustále měněn i samotný projekt. Z rozestavěných stavenišť tří středních elektráren byly nakonec materiálové i lidské zdroje použity pouze pro elektrárnu u sídla Širokovskoje. Vývoj válečných událostí snižoval původní celonárodní strategický význam časem až na pouhý příspěvek k lokální síti. Pracovní síly byly použity na dostavbu Kamské vodní elektrárny a pro budování velkých děl na dolní Volze. Širokovská elektrárna tak byla zařazena do nepřetržitého provozu až 16. června 1949. Nádrž byla naplněna jarními vodami roku 1947, první jednotka byla spuštěna v prosinci téhož roku a druhá jednotka v dubnu 1948.

## Popis
Přehradní hráz o celkové délce přes 440 m se skládá ze zemní sypané hráze na pravém břehu, přelivové přehrady, budovy elektrárny a levobřežní sypané hráze.
Pravobřežní sypaná hráz o délce 278 m byla ve své době při výšce 40 m nejvyšší sypanou hrází v Sovětském svazu. Do jádra hráze bylo uloženo 242 930 m3 kamene.
Přelivová železobetonová hráz o délce 44 m a výšce 34 m obsahuje čtyři pole o šířce 8 m, umožňující převod vody 2080 m3/s.
Přehradní jezero o ploše 41 km2 poskytuje užitečný objem 336 milionů m3. Délka jezera je 32,5 km a maximální šířka 5 km.
Těleso elektrárny je součástí zádržného systému, kde návodní čelo je řešeno pilíři. Charakteristickou rozměrovou vlastností je převaha výšky nad ostatními rozměry. Při délce 38 m a šířce 26 m dosahuje výšky 47 m. Ve strojovně pracují dvě Francisovy turbíny, které na spádu 29 m při hltnosti 58 m3/s poskytují výkon 12 MW. Generátory vyrábějí energii o napětí 10,5 kV, která je do rozvodné sítě odváděna jediným přenosovým vedením 110 kV.
Dlouhodobá roční výroba je 99,5 milionů kWh.
Dostavba elektrárny byla poznamenána vlivem Stalinského empíru a je zařazována mezi nejhezčí v zemi.